# 波尔西安堡
波尔西安堡（法語：Château-Porcien，發音：[ʃato pɔʁsjɛ̃] ⓘ）是法国大東部大區阿登省的一个市镇，属于勒泰勒区。

## 地理
波尔西安堡（49°31'46"N, 4°14'45"E）面积17.31 平方千米，位于法国大東部大區阿登省，该省份为法国北部内陆省份，西接埃纳省，南至马恩省，东临默兹省，北与比利时接壤。
与波尔西安堡接壤的市镇（或旧市镇、城区）包括：阿旺松、巴尔比、布朗济拉萨洛奈斯、孔代莱埃尔皮、埃克利、埃皮拉莱谢讷、圣费尔热、松村、泰济。
波尔西安堡的时区为UTC+01:00、UTC+02:00（夏令时）。

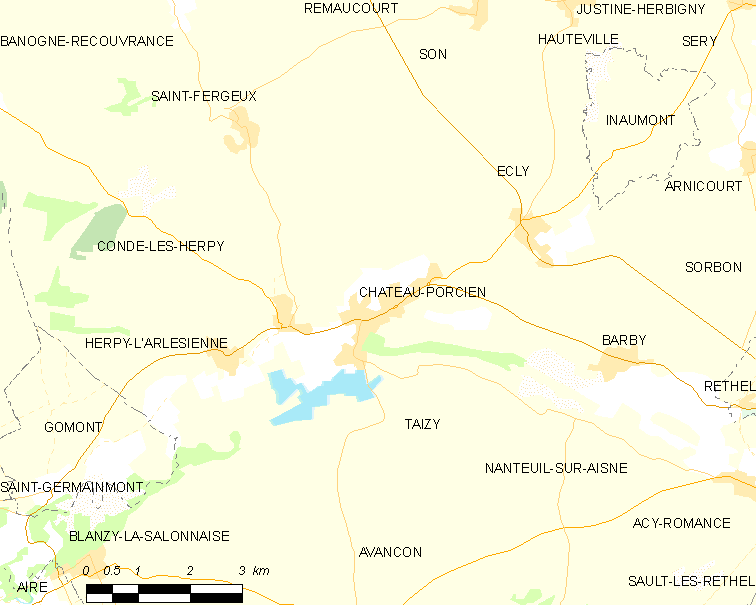
波尔西安堡的OSM定位图

## 行政
波尔西安堡的邮政编码为08360，INSEE市镇编码为08107。

## 政治
波尔西安堡所属的省级选区为波尔西安堡县。

## 人口

1962-2008年间波尔西安堡人口变化图示

波尔西安堡于2022年1月1日时的人口数量为1297人。